# 577 Rhea
577 Rhea este un asteroid din centura principală, descoperit pe 20 octombrie 1905, de Max Wolf.